# Hochschwarzwald um Hinterzarten
Das FFH-Gebiet Hochschwarzwald um Hinterzarten ist ein im Jahr 2005 durch das Regierungspräsidium Freiburg nach der Richtlinie 92/43/EWG (Fauna-Flora-Habitat-Richtlinie) angemeldetes Schutzgebiet (Schutzgebietskennung DE-8114-341) im deutschen Bundesland Baden-Württemberg. Mit Verordnung des Regierungspräsidiums Freiburg zur Festlegung der Gebiete von gemeinschaftlicher Bedeutung vom 25. Oktober 2018 wurde das Gebiet festgelegt. Am 1. Februar 2020 wurde ein umfangreicher Managementplan (MaP) als behördenverbindlicher Fachplan für das Gebiet veröffentlicht. In diesem Plan sind die Erhaltungs- und Entwicklungsziele des Natura 2000-Gebiets und die Maßnahmen zur Erreichung dieser Ziele detailliert beschrieben.

## Lage
Das 1826,7 Hektar große Schutzgebiet gehört zum Naturraum 155-Hochschwarzwald innerhalb der naturräumlichen Haupteinheit 15-Schwarzwald.
Es besteht aus zahlreichen Teilgebieten und liegt auf der Markung von sieben Städten und Gemeinden:
- Breitnau: 347,0806 ha = 19 %
- Buchenbach: 54,8022 ha = 3 %
- Feldberg (Schwarzwald): 219,2088 ha = 12 %
- Hinterzarten: 511,4872 ha = 28 %
- Lenzkirch: 36,5348 ha = 2 %
- Oberried: 548,022 ha = 30 %
- Titisee-Neustadt: 91,337 ha = 5 %

## Beschreibung und Schutzzweck
Es handelt sich um Erosionstäler mit großflächigen Schutthalden und Felsformationen sowie naturnahen Schluchtwäldern, würmeiszeitlich geprägte Hochflächen mit diversen Vermoorungen, artenreichen Magerwiesen und ausgedehnten naturnahen Wäldern.

### Lebensraumklassen
(allgemeine Merkmale des Gebiets) (prozentualer Anteil der Gesamtfläche)
Angaben gemäß Standard-Datenbogen aus dem Amtsblatt der Europäischen Union
|                                                               |                                                               |  |      |      |
| N06 – Binnengewässer (stehend und fließend)                   | N06 – Binnengewässer (stehend und fließend)                   |  | 2 %  | 2 %  |
| N07 – Moore, Sümpfe, Uferbewuchs                              | N07 – Moore, Sümpfe, Uferbewuchs                              |  | 6 %  | 6 %  |
| N09 – Trockenrasen, Steppen                                   | N09 – Trockenrasen, Steppen                                   |  | 0 %  | 0 %  |
| N10 – Feuchtes und mesophiles Grünland                        | N10 – Feuchtes und mesophiles Grünland                        |  | 8 %  | 8 %  |
| N15 – Anderes Ackerlan                                        | N15 – Anderes Ackerlan                                        |  | 0 %  | 0 %  |
| N16 – Laubwald                                                | N16 – Laubwald                                                |  | 6 %  | 6 %  |
| N17 – Nadelwald                                               | N17 – Nadelwald                                               |  | 73 % | 73 % |
| N17 – Mischwald                                               | N17 – Mischwald                                               |  | 3 %  | 3 %  |
| N22 – Binnenlandfelsen, Geröll- und Schutthalden, Sandflächen | N22 – Binnenlandfelsen, Geröll- und Schutthalden, Sandflächen |  | 2 %  | 2 %  |
|                                                               |                                                               |  |      |      |

### Lebensraumtypen
Gemäß Anlage 1 der Verordnung des Regierungspräsidiums Freiburg zur Festlegung der Gebiete von gemeinschaftlicher Bedeutung (FFH-Verordnung) vom 25. Oktober 2018 kommen folgende Lebensraumtypen nach Anhang I der FFH-Richtlinie im Gebiet vor:
| EU Code | Lebensraumtyp (offizielle Bezeichnung)                                                                             | Kurzbezeichnung                                      | Hektar |
| ------- | --- | ---------------------------------------------------- | ------ |
| 3110    | Oligotrophe, sehr schwach mineralischeGewässer der Sandebenen (Littorelletaliauniflorae)                           | Nährstoffarme Stillgewässer                          | 111,00 |
| 3130    | Oligo- bis mesotrophe stehende Gewässer mit Vegetation der Littorelletea unifloraeund/oder der Isoeto-Nanojuncetea | Nährstoffarme bis mäßig nährstoffreicheStillgewässer | 2,30   |
| 3160    | Dystrophe Seen und Teiche                                                                                          | Dystrophe Seen                                       | 2,00   |
| 4030    | Trockene europäische Heiden                                                                                        | Trockene Heiden                                      | 0,50   |
| 5130    | Formationen von Juniperus communis auf Kalkheiden und -rasen                                                       | Wacholderheiden                                      | 19,00  |
| 6230    | Artenreiche montane Borstgrasrasen (und submontan auf dem europäischen Festland) auf Silikatböden                  | Artenreiche Borstgrasrasen                           | 101,54 |
| 6430    | Feuchte Hochstaudenfluren der planaren und montanen bis alpinen Stufe                                              | Feuchte Hochstaudenfluren                            | 4,25   |
| 6510    | Magere Flachland-Mähwiesen (Alopecurus pratensis, Sanguisorbaofficinalis)                                          | Magere Flachland-Mähwiesen                           | 3,00   |
| 6520    | Berg-Mähwiesen | Berg-Mähwiesen                                       | 33,00  |
| 7110    | Lebende Hochmoore                                                                                                  | Naturnahe Hochmoore                                  | 9,00   |
| 7120    | Noch renaturierungsfähige degradierteHochmoore                                                                     | Geschädigte Hochmoore                                | 13,50  |
| 7140    | Übergangs- und Schwingrasenmoore                                                                                   | Übergangs- und Schwingrasenmoore                     | 10,00  |
| 7150    | Torfmoor-Schlenken (Rhynchosporion)                                                                                | Torfmoor-Schlenken                                   | 0,11   |
| 7230    | Kalkreiche Niedermoore                                                                                             | Kalkreiche Niedermoore                               | 0,50   |
| 8150    | Kieselhaltige Schutthalden der BerglagenMitteleuropas                                                              | Silikatschutthalden                                  | 23,50  |
| 8210    | Kalkfelsen mit Felsspaltenvegetation                                                                               | Kalkfelsen mit Felsspaltenvegetation                 | 0,10   |
| 8220    | Silikatfelsen mit Felsspaltenvegetation                                                                            | Silikatfelsen mit Felsspaltenvegetation              | 10,20  |
| 8230    | Silikatfelsen mit Pioniervegetation desSedo-Scleranthion oder des Sedo albi-Veronicion dillenii                    | Pionierrasen auf Silikatfelskuppen                   | 1,00   |
| 9110    | Hainsimsen-Buchenwald (Luzulo-Fagetum)                                                                             | Hainsimsen-Buchenwald                                | 94,20  |
| 9130    | Waldmeister-Buchenwald (Asperulo-Fagetum)                                                                          | Waldmeister-Buchenwald                               | 77,90  |
| 9140    | Mitteleuropäischer subalpiner Buchenwaldmit Ahorn und Rumex arifolius                                              | Subalpine Buchenwälder                               | 4,10   |
| 9180    | Schlucht- und Hangmischwälder Tilio-Acerion                                                                        | Schlucht- und Hangmischwälder                        | 40,50  |
| 9410    | Montane bis alpine bodensaureFichtenwälder (Vaccinio-Piceetea)                                                     | Bodensaure Nadelwälder                               | 150,40 |
| 91D0    | Moorwälder | Moorwälder                                           | 47,30  |
| 91E0    | Auenwälder mit Alnus glutinosa und Fraxinus excelsior (Alno-Padion, Alnionincanae, Salicion albae)                 | Auenwälder mit Erle, Esche, Weide                    | 10,70  |

### Zusammenhängende Schutzgebiete
Das FFH-Gebiet besteht aus zahlreichen Teilgebieten, es liegt teilweise im Vogelschutzgebiet Südschwarzwald und überschneidet sich mit mehreren Landschaftsschutzgebieten. Außerdem liegt es vollständig im Naturpark Südschwarzwald, ein Teil des Gebiets bei Oberried auch im Biosphärengebiet Schwarzwald. Folgende Naturschutzgebiete liegen innerhalb des FFH-Gebiets:
- 3036 Hinterzartener Moor
- 3041 Erlenbruckmoor
- 3089 Bisten
- 3129 Hirschenmoor
- 3140 Eschengrundmoos
- 3205 Rotmeer
- 3277 Unteres Seebachtal